# ÖkoDAX
De ÖkoDAX is een Duitse aandelenindex waarin alleen aandelen worden opgenomen die actief zijn in de energiebranch en werken met vernieuwbare of duurzame energiebronnen. De samenstelling van de index wordt vier keer per jaar (maart, juni, september en december) geactualiseerd door een herweging. De index bestaat sinds 2007.
De ÖkoDAX is een kleine nevenindex van de belangrijkste Duitse graadmeter de DAX-index. De overige aandelenindices die verbonden zijn aan de DAX zijn de MDAX en de TecDAX.

## Berekening en weging
De beurs baseert zich op de koersen van het elektronische handelssysteem XETRA. Niet elk bedrijf dat genoteerd is op de ÖkoDAX weegt evenveel mee in de index. De volgende tabel laat zien welke onderneming voor welk deel meetelt:
| Naam                      | Percentage    | Percentage     | Percentage  |
| Naam                      | 18 maart 2009 | 5 januari 2010 | 6 juli 2012 |
| ------------------------- | ------------- | -------------- | ----------- |
| 3 W Power S.A.            |               |                | 5,91        |
| Centrotherm photovoltaics | 10,38         | 9,68           | 5,42        |
| Conergy AG                | 4,33          | 9,94           | 15,08       |
| Crop energy               |               | 8,58           | 14,69       |
| Nordex AG                 | 11,78         | 10,56          | 9,53        |
| Phoenix Solar AG          | 15,75         | 9,57           |             |
| PNE Wind                  |               | 10,35          | 13,40       |
| Q-Cells SE                | 5,68          | 10,85          |             |
| REpower Systems AG        | 10,22         |                |             |
| Roth & Rau                | 12,72         | 10,13          |             |
| S.A.G. Solarstrom AG      |               |                |             |
| SFC Energy AG             |               |                | 6,63        |
| SMA Solar Technology AG   | 10,67         | 10,12          | 12,39       |
| SolarWorld AG             | 11,26         | 10,22          | 6,72        |
| Solon SE                  | 7,20          |                |             |
| Verbio                    |               |                | 10,22       |